# Ларго Винч: Начало
«Ларго Винч: Начало» (фр. Largo Winch) — французский фильм, вышедший в прокат 17 декабря 2008 года. Снят по той же серии комиксов, что и сериал «Ларго» (2001—2003 года).

## Сюжет
Ларго Винч — сирота, усыновлённый миллиардером. Его приёмный отец погибает при загадочных обстоятельствах. В 26 лет Ларго наследует огромную корпорацию и миллиардное состояние. Теперь он — владелец заводов, газет, пароходов. Но большие деньги — большие проблемы. Ларго Винч попадает в первые списки Форбс и в чёрные списки конкурентов, на него точат зуб компаньоны, и даже самые верные друзья готовы предать. Ларго Винч принимает бой. Красавец, бунтарь, воин-одиночка — он готов пройти огонь, воду и медные трубы, чтобы противостоять заговору и восстановить справедливость.

## В ролях
- Томер Сислей — Ларго Винч (озвучивал Виктор Раков)
- Мелани Тьери — Леа/Наоми
- Бояна Панич[англ.] — Мелина
- Карел Роден — Михаил Корский, русский миллиардер
- Кристин Скотт Томас — Энн Фергюсон
- Мики Манойлович — Нерио Винч
- Радивое Буквич — Горан
- Стивен Уоддингтон — Стефан Маркус
- Иван Маревич — Йосип
- Анн Консиньи — Анна
- Гилберт Мелки — Фредди
- Элизабет Беннетт[англ.] — Мисс Пеннивинкл
- Жерар Уоткинс[англ.] — Каттанео

## Продолжение
В марте 2011 года в прокат в России вышло продолжение — Ларго Винч 2: Заговор в Бирме.